# Resours-DK1

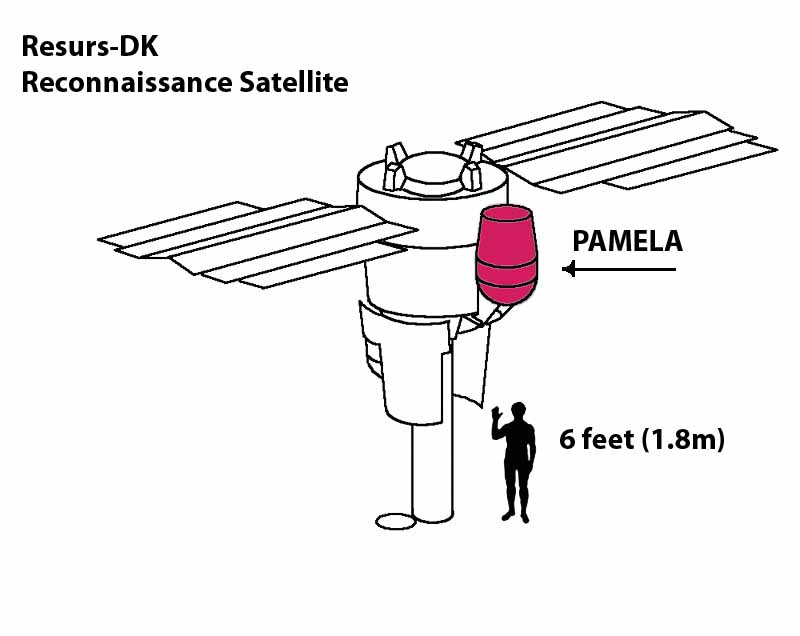
Le satellite Resours-DK1

Resours-DK1 (en français Ressources haute résolution 1) est un  satellite d'observation de la Terre optique russe lancé le 15 juin 2006. Il s'agit du premier satellite d'observation civil russe capable d'obtenir des images à haute résolution (1 mètre). Outre l'instrument principal, l'imageur Geoton-1 observant dans 4 bandes spectrales, le satellite emporte l'expérience scientifique PAMELA ayant pour objectif l'étude des rayons cosmiques ainsi que l'expérience ARINA chargée d'étudier les variations du champ électromagnétique de la Terre précurseurs des tremblements de terre. Le satellite fonctionne toujours début 2013 soit plus de 6 ans après son lancement. Resours-DK1 a pris la suite des satellites d'observation de la Terre Resours-O et doit être remplacé dans l'avenir par la série des Resours-P.

## Historique
Resours-DK1 est le premier satellite d'observation de la Terre civil à haute résolution (1 mètre) développé par la Russie. La construction du satellite est financée par l'agence spatiale russe Roscosmos qui est également l'opérateur. Sa fabrication est confiée à la société TsSKB Progress à Samara. Les images sont destinées aux institutions gouvernementales russes mais sont également commercialisées par la société  Sovzond JSC située à Moscou. Le satellite observe en panchromatique et dans 3 bandes spectrales situées en lumière visible et proche infrarouge.  Les caractéristiques du satellite Resours DK1 sont en partie héritées des satellites de reconnaissance développés par le pays dans les 1980-1990, en particulier la série des Neman. Le satellite a été lancé le 15 juin 2006 par une fusée Soyouz-FG depuis le cosmodrome de Baïkonour et placé sur une orbite 330–610 km avec une inclinaison de 70,4°. La fréquence de visite est de 6 jours. Le 20 septembre 2010 le satellite a été repositionné sur une orbite circulaire de 567x574 km avec une inclinaison de 69,9°. Le satellite a été conçu pour une durée de vie de 3 ans avec un objectif à 5 ans. Début 2013, plus de 6 ans après lancement, il est toujours opérationnel.
Resours-DK1 qui a pris la suite des satellites Resours-O doit être remplacé à compter de 2013 par la série des satellites Resours-P. Ceux-ci ont une durée de vie étendue, la fauchée passe de 27 à 38 km et ils emportent trois types de capteurs : haute résolution, grand angle et multispectral. Le nombre de bandes spectrales passe à 96. Le développement du premier satellite prévu initialement en 2010 a été repoussé en 2013. 

## Caractéristiques techniques

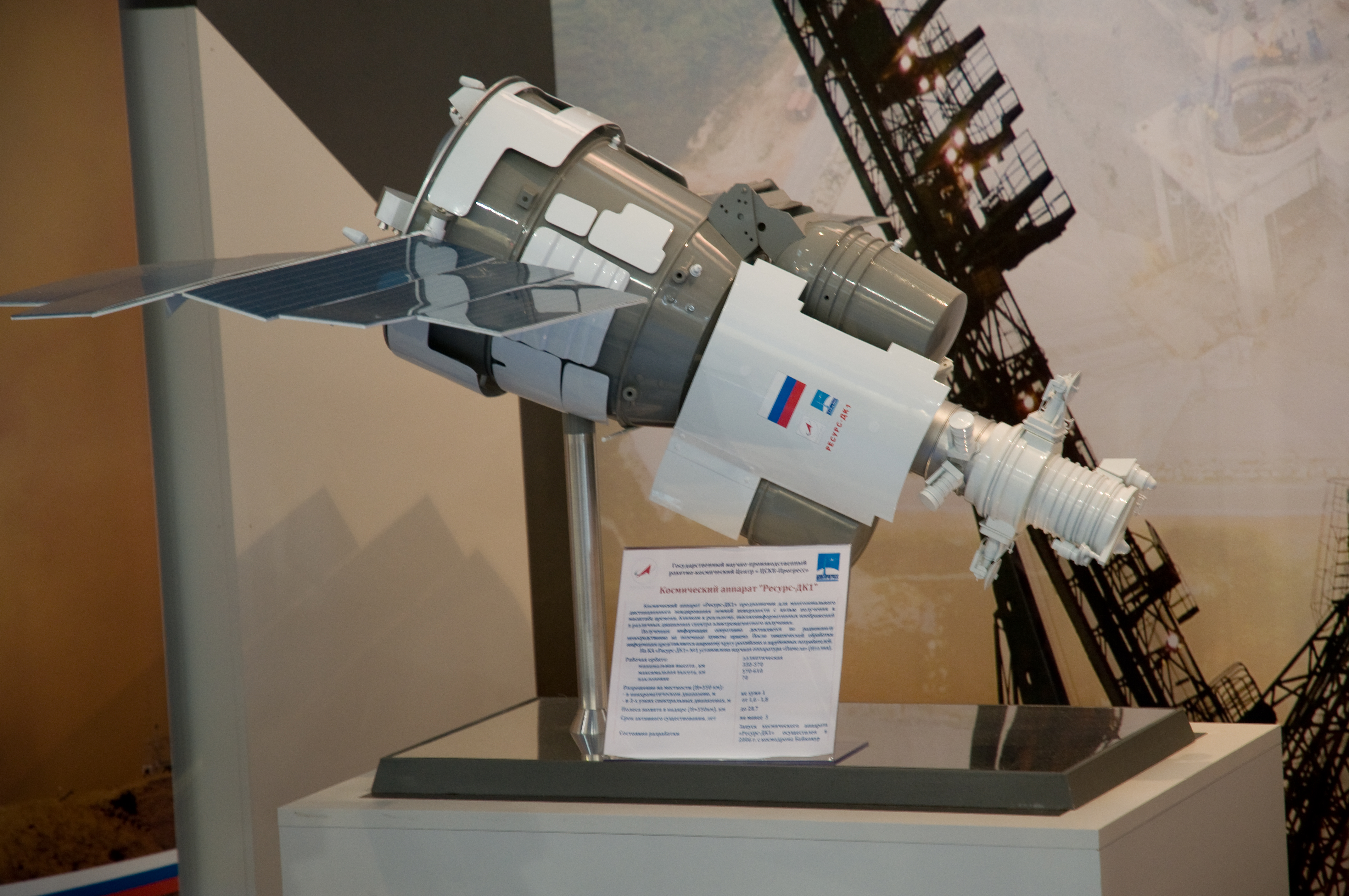
Maquette de Resours-DK1

Le satellite a une masse totale de 6,75 tonnes et est long de 7,7 mètres. Il est stabilisé 3 axes avec une précision de 0,2 minute d'arc et la vitesse de rotation est maintenue en dessous de 0,005°/seconde. La charge utile a une masse de 1,2 tonne. Les communications se font en bande X avec un débit de 300 mégabits/s. La capacité de stockage des données à bord est de 768 gigabits.

### L'imageur Geoton-1
L'instrument principal baptisé Geoton-1 a une masse de 310 kg. Il a été conçu par NPO Opteks et CNII Electron et développé par CNII Electron. Le télescope spatial a une longueur focale de 4 mètres et une ouverture de 50 cm. Le plan focal comprend 4 détecteurs pushbroom (en) de type TDI (Intégration et Report de charges) dont un pour la bande panchromatique et trois pour les bandes spectrales en visible et infrarouge. Chaque détecteur est composé de 36 CCD "Kruiz" (1024 colonnes pour 128 lignes) formant une ligne de détecteurs de 36000 pixels. Le nombre d'étages peut être sélectionné par l'électronique du bord : les valeurs paramétrables sont 128, 64, 32, 16 et 8. La résolution spatiale de la bande panchromatique (0,58–0,8 μm) est de 1 mètre. La résolution dans les  trois autres bandes spectrales (vert 0,50-0,60 µm, rouge 0,60-0,70µm et proche infrarouge 0,70–0,80 μm) est de 2,5  à   3 mètres. La fauchée a une largeur de 28,3 km au nadir. Resours-DK a la capacité de pointer ses instruments avec un angle de 30° par rapport à la verticale locale c'est-à-dire sur une largeur de 448 km. Une acquisition continue d'images peut être réalisée sur une longueur de 2 100 km (pour une altitude de 360 km).

### PAMELA
Resours-DK1 embarque en tant que charge utile secondaire un observatoire spatial des rayons cosmiques dont l'objectif principal est l'étude de l'antimatière présente dans l'univers à travers la détection des positrons et des antiprotons. Parmi les autres objectifs poursuivis figurent l'étude de l'influence du Soleil sur les flux de rayons cosmiques, la mesure des particules à haute énergie produites par le Soleil, présentes dans la magnétosphère terrestre et des électrons générés par Jupiter. Les concepteurs du projet espéraient également que l'instrument puisse mettre en évidence les produits de l'annihilation de la matière noire. L'expérience développée par le Collectif Wizard, un groupe de chercheurs russes, italiens, allemands américains et suédois, se présente sous la forme d'un cylindre  de 1,23 mètre de diamètre pour 70 cm de diamètre et de 470 kg. Celui-ci est positionné au lancement le long du tube optique et en orbite le long du module de service du satellite.

### L'expérience ARINA
Le satellite embarque également un instrument scientifique russe composé d'un spectromètre et d'un détecteur de particules destiné à l'observation des flux de particules chargées de la magnétosphère. L'objectif d'Arina est d'obtenir des informations de meilleure qualité sur les fluctuations du champ électromagnétique précurseurs des tremblements de terre.